# Crystal Castles
Crystal Castles van ser una banda de música electrònica creada l'any 2006 a Toronto, Canadà, formada pel productor musical Ethan Kath i la vocalista Alice Glass fins a l'any 2014, quan la banda es va disgregar. L'any 2015, Edith Frances, la nova vocalista del grup en substitució d'Alice Glass (ex-vocalista) es va unir a Ethan Kath fent, així, el "nou" Crystal Castles. Eren coneguts pels seus espectacles caòtics en viu i les seves produccions instrumentals lo-fi. El grup va publicar numerosos senzills online i en format vinil entre l'any 2006 i 2007 abans de publicar 4 àlbums d'estudi entre els anys 2008 i 2016.
Glass anuncairia la seva sortida de la banda en un post publicat a Facebook a l'Octubre de 2014, citant raons personals i professionals, i aviat va ser substituïda per Frances. Tres anys més tard, durant la gira de la banda el 2017, Glass va acusar Kath de conducta sexual inapropiada durant el seu temps a Crystal Castles, fet que va fer que es cancel·lessin les dates restants de la gira. Des d'aleshores la banda ha estat inactiva, sense haver proporcionat actualitzacions sobre material nou o actuacions després de les al·legacions de Glass.

## Història

### 2006-2007: Formació de la banda iAlice Practice
Ethan Kath (nom artístic de Paolo Palmieri) va conèixer a Alice Glass (nom artístic de Margaret Osborn) a Toronto quan ella tenia 15 anys i ell 25. Existeixen varies versions sobre com els dos es van conèixer, segons Kath, es can conèixer mentres els dos estaven fent de un servei comunitari obligatori per a persones cegues. Kath ja tenía fama a l'escena musical de Toronto d'aquells anys, després d'haver aparegut a la televisió local amb la seva banda de punk rock anterior Kill Cheerleadër. Glass en aquella època també formava part d'una banda de punk formada exclusivament per dones i els dos se'n van adonar ràpid que tenien gustos musicals semblants, ja que compartien afició pel punk i per la música noise. Kath, després de sentir a Glass cantar amb la seva banda, Fetus Fatale, li va proposar enregistrar la seva veu en algunes bases d'electrònica en les que havia estat treballant desde l'any 2003.
Glass, després d'escriure algunes lletres, va anar a un estudi a gravar, i en una de les sessions, van gravar el que es convertiría en una de les cançons que portarien popularitat a la banda, Alice Practice. Sis mesos més tard, Kath va publicar algunes cançons gravades a Myspace, incloent-hi Alice Practice. Després d'haver publicat les cançons en línia, Alice Practice va guanyar notorietat online, fet que va fer que el duet es reformarmés per a un llançament formal. El duet va decidir que el nom d'aquesta nova banda seria "Crystal Castles", en referència a una frase extreta d'un anunci del dibuix animat She-Ra: Princess of Power que van veure a la televisió, en la que es deia que "El destí del món és segur amb Crystal Castles". ("The fate of the world is safe in Crystal Castles." en anglès).
Durant aquesta època, Kath produiria cançons fent servir samples, agafant lletres o melodies d'altres bandes que li agradaven (a vegades sense el permís de la banda) i afegint-hi el seu toc personal, distorsionant-les per aconseguir una melodia i un so nou per les seves produccions, va fer servir aquesta técnica en cançons com Vanished, Untrust Us i Crimewave. També samplejava sons de videojocs d'arcade antics, cosa que va fer en cançons com Courtship Dating o Alice Practice. El fet que el grup fes servir sons trets de videojocs d'arcade per a les seves cançons va fer pensar que el nom de la banda era en referència a un videojoc dels anys 80 que es deia també Crystal Castles, però més tard aclaririen a una entrevista que tot va ser una coincidència i que no van estar al corrent de l'existència del joc fins a "molt després d'escollir el nom del grup."
Les cançons van créixer en popularitat, i van començar a rebre ofertes de companyies discogràfiques un any després. Aquesta notícia va ser especialment impactant per a Glass, ja que va perdre contacte amb Kath després enregistrament dels temes i fins aleshores desconexia que ell hagués publicat "Alice Practice". La cançó es va convertir així en la primera cançó oficial del grup.
El juliol de 2006, el grup va publicar el seu EP debut en format vinil amb el nom d'Alice Practice, el llançament va estar limitat a només 500 còpies, les quals es van esgotar en tres dies. La banda ve tenir problemes legals per la portada del projecte, ja que havien fet servir un dibuix de l'artista anglès Trevor Brown sense el seu permís. El dibuix en sí també va donar notorietat al projecte, ja que consistía en una il·lustració de Madonna amb un ull morat. Per això Brown va denunciar la banda però finalment el 2008 arribarien a un acord i el dúo va acabar pagant pels drets d'autor de la imatge.

### 2008-2009: Primer àlbum:Crystal Castles (I)
El duo aniria publicant vinils de 7" edició limitada dels singles gravats el 2007 de mà de diferents segells independents, incloent-ne dos amb Trouble Records, molts dels quals es van acabar venent en molt poc temps.

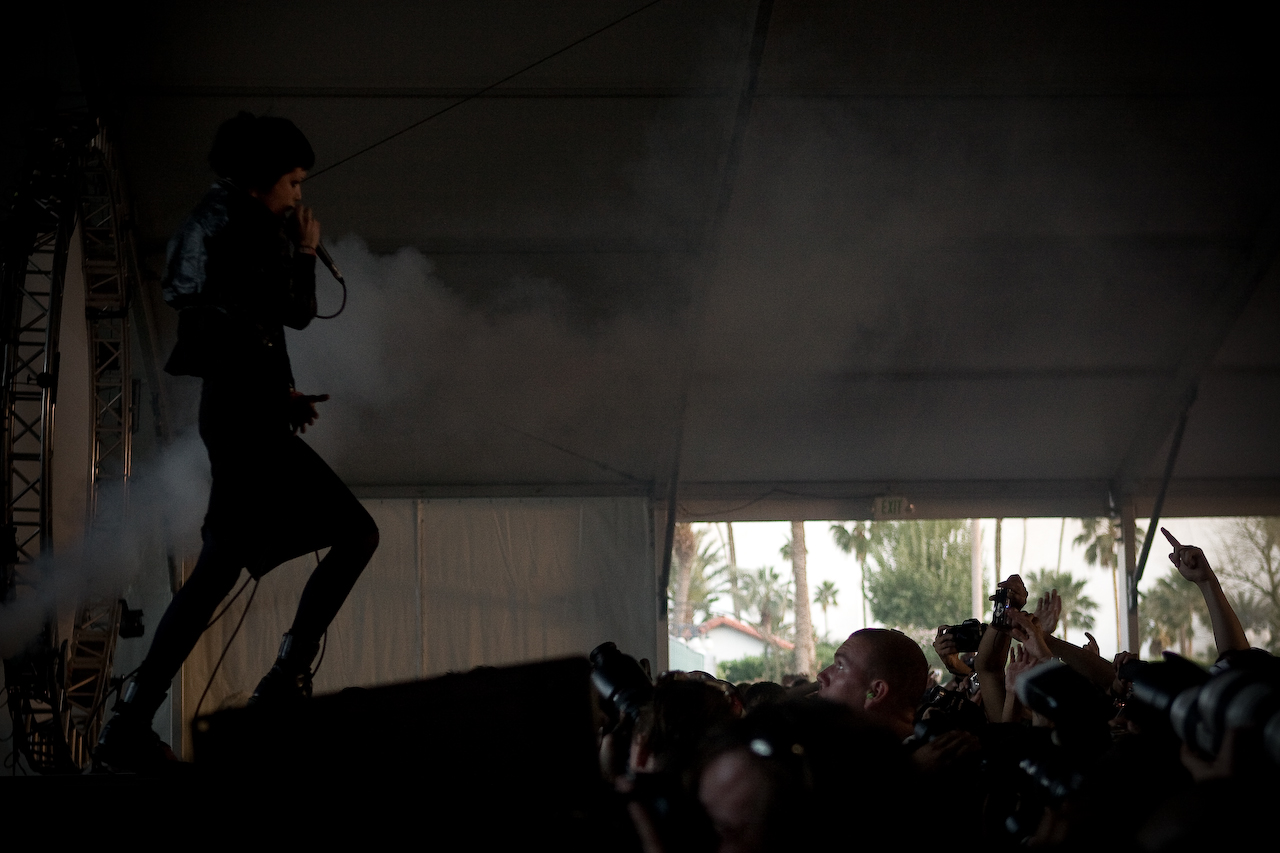
Crystal Castles actuant al festival Coachella l'any 2009

El 2008, Lies Records recopilaria gran part d'aquests singles dispersos i els publicarien tots junts en un disc CD (també van treure un doble àlbum en vinil de 12"), en el que es convertiria en el seu àlbum d'estudi debut amb el nom de Crystal Castles, on apareixerien cançons conegudes ja publicades, cançons que encara no havien sortit i 3 temes enregistrats especialment per a aquesta nova col·lecció. L'àlbum va ser inclòs a la llista de la revista NME en el "Top 100 Greatest Albums of the Decade", en la posició 39.
Aquest projecte va ser un gran èxit, cosa que va fer que el grup toqués a molts festivals i concerts arreu del món durant els anys 2008 i 2009 , incloent-hi l'Oxegen Festival a Irlanda, l'All Points West Music & Arts Festival a Nova Jersey, el festival Coachella a Califòrnia, el Heinekein Open'er Festival a Polònia i els festivals de música de Leeds i Reading a Anglaterra, entre d'altres. El mateix any, el grup tacaría també al Festival de Glastonbury al mes de juny, algunes actituds de la jove vocalista, com haver-se llançat al públic per fer "crowd surfing" o escalar pels aparells de so del concert van provocar que els organitzadors de l'event quasi paressin l'actuació. Dos cançons de l'àlbum es van fer servir com a banda sonora de dos videojocs de l'any 2008, la cançó Air War va sortir al videojoc UEFA Euro 2008 i Through The Hosiery al videojoc d'acció Saints Row 2.

### 2010-2011: Segon àlbum:Crystal Castles (II)
El grup començaría a gravar el seu segon àlbum en diferents llocs arreu del món, com per exemple una església abandonada a Islàndia, una cabina de fusta al nord d'Ontario, un aparcament d'una botiga de queviures abandonada de Detroit i a l'estudi de gravacions de Paul Epworth a Londres. Kath comentaría sobre aquesta l'experiència i el seu particular procés creatiu, "vaig gravar la majoría de les cançons del disc durant l'hivern més fred de les darreres dècades en una església sense calefacció a Islàndia, feia tant de fred que encara em poso a tremolar quan l'escolto de nou. Vaig decidir fer-ho així perquè em semblava que era el correcte". Al Desembre de 2009, Kath entregaría un CD-R amb 70 instrumentals a Alice Glass perquè ella hi escrivís les lletres, sobre les que va acabar gravant la seva veu en 35 d'aquestes pistes.
Així, el segon projecte de la banda autotitulat Crystal Castles (II) va ser publicat el 24 de maig de 2010. A l'abril de 2010 es va filtrar una primera mostra no autoritzada del disc encara inacabat sense cap mena de promoció discogràfica. Aquesta filtració va escalar a la primera posició en diverses llistes de música electrònica de tot el món. Amb el llançament del segon àlbum, la seva música va donar un gir més estètic i més nítid comparat amb el seus treballs anteriors, barrejant sons de synth pop i loud rock, demostrant un estil més personal i deixant més de banda l'ús de samples.

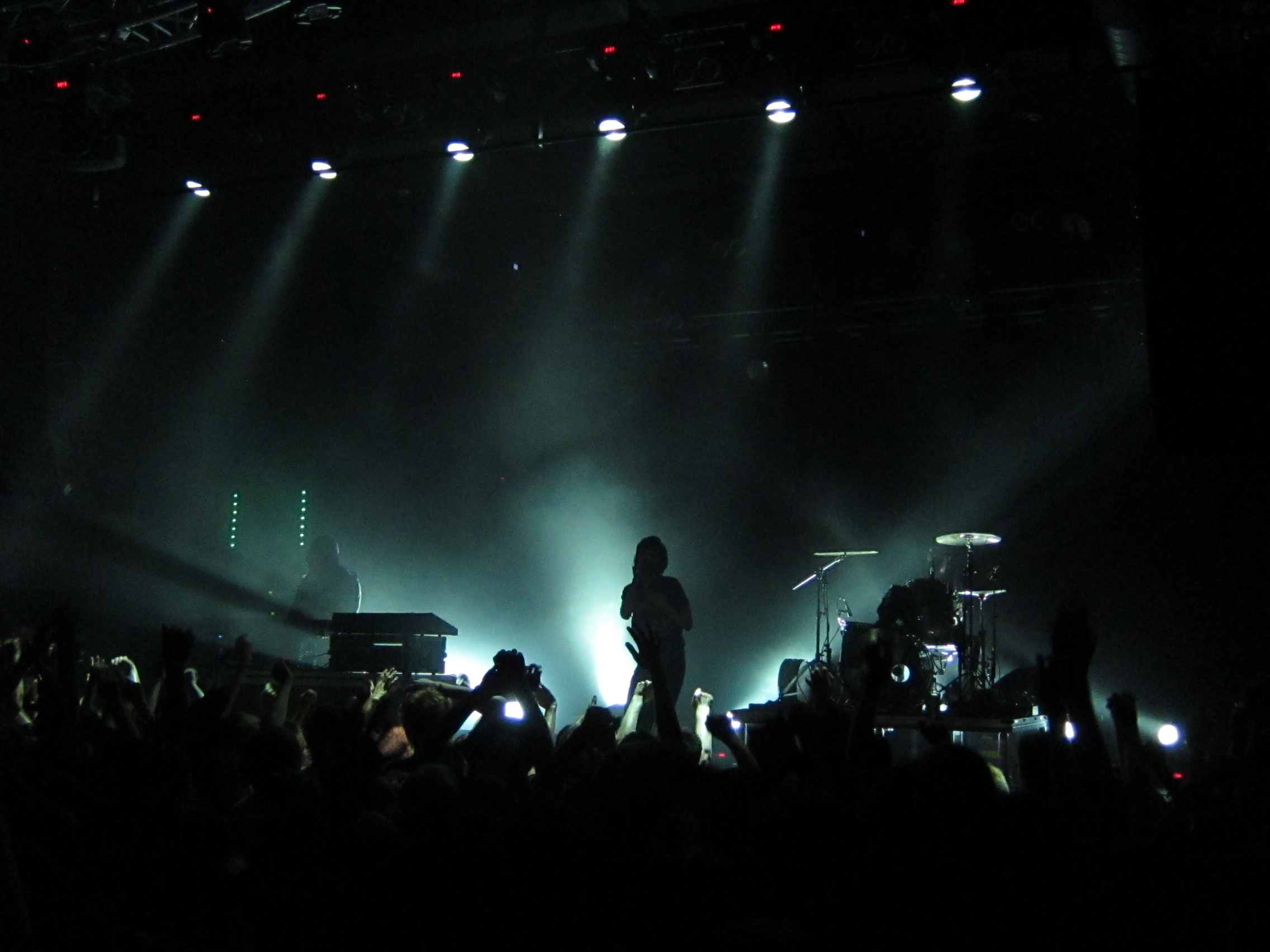
Crystal Castles en un concert a Hèlsinki, Finlàndia, juny de 2011

El tercer single extret de l'àlbum,"Not in Love", originalment amb la veu d'Ethan Kath va ser versionat per Robert Smith de The Cure. Actualment és una de les cançons més populars de la banda.
Amb motiu de la sortida del disc, el grup va tocar a diferents festivals com el Latitude Festival, Glastonbury 2010, el festival de Pohoda a Trenčín, Eslovàquia, l'Exit Festival a Novi Sad o en l'edició del Festival Estrella Levante SOS 4.8 2010 a Múrcia, Espanya, entre d'altres. Crystal Castles també va encapçalar el Shockwaves NME Awards Tour 2011 al Regne Unit i la cantant Alice Glass va actuar-hi amb un turmell trencat, pujant a l'escenari en crosses.
El 23 de febrer de 2011, la banda va ser guardonada amb el premi "John Peel NME award for Innovation". Cap a finals d'estiu, la revista Rolling Stone va anomenar el grup com a icones dels 20 anys del Lollapalooza. A aquell any també, l'empresa de videojocs Konami va fer servir com a banda sonora del videojoc Pro Evolution Soccer 2011 la cançó Celestica de Crystal Castles.

### 2012-2013: Tercer àlbum,(III)
Al març del 2012 el grup anunciaria que es traslladarien a la ciutat de Varsòvia per començar la gravació del següent àlbum. Durant el transcurs de l'any anirien anticipant algunes cançons que apareixerien en aquest nou disc, per exemple, el 9 de juny, durant la seva actuació al festival Parklife 2012 el grup tocaria per primera vegada una nova cançó, Plague, que es convertiria en el primer tema del futur àlbum i que publicarien com a single el 25 de juliol. El 26 de setembre publicarien el segon senzill de l'àlbum amb el nom de "Wrath of God".
Al novembre del mateix any, van publicar l'anticipat àlbum: (III). Aquest àlbum va presentar un canvi d'estil en la música del grup. L'àlbum tracta temes com l'opressió i l'injustícia, Alice en una declaració va dir que el disc tracta aquests temes per vivencies que va tenir durant la gravació del disc, explicant que: "Des de la sortida de l'últim disc han passat moltes coses dolentes a gent propera a mi i això ha influït profundament en la meva escriptura, ja que m'he adonat que mai hi haurà justícia per a ells. No pensava que podria perdre la fe en la humanitat més del que ja tenia, però després de presenciar algunes coses, sembla que el món és una distopia on les víctimes no reben justícia i on la corrupció preval".
Seria també l'últim projecte del grup en el que Alice Glass participaria com a vocalista.
La portada conté una fotografia pel fotògraf català Samuel Aranda, fotografia guanyadora del premi World Press Photo of the Year, considerat un dels premis més prestigiosos de fotoperiodisme al món. En la fotografia en qüestió, apareix una dona amb vel abraçant el seu fill, que està patint els efectes del gas lacrimogen després d'haver participat en una manifestació en contra del aleshores president del Iemen, Ali Abdullah Saleh a la ciutat de Sanà. Samuel va donar permís per via telefònica a Alice Glass per la utilització de la seva fotografia.
Després de la sortida del disc, anunciarien noves dates de concerts arreu del món. El 12 de desembre, durant un concert a la London Brixton Academy, el grup rendiria homenatge a un fan del grup, Connor Meek, que havia mort de càncer poques setmanes abans, el 23 de novembre. El grup hauria intentat anar a visitar Connor en diverses ocasions, però per complicacions de la malaltia que patía mai es va poder fer. Finalment el duo hauria planejat fer un concert privat per a ell el 25 de novembre, però malauradament Connor moriria 2 dies abans de la trobada amb apenes 18 anys. El grup va decorar l'escenari amb espelmes, flors i una fotografia emmarcada del jove en record seu.

### 2014-2016: Quart album:Amnesty (I)i substitució d'Alice Glass
Alice Glass va comunicar la seva decisió de marxar del grup a finals del 2014, quan els seguidors del grup esperaven un quart àlbum que no va acabar fent-se. Malgrat això el mànager del grup asseguraria que el grup continuaria sense ella.
Al 15 d'abril del 2015, Ethan Kath publicaria una nova cançó, "Frail", amb la participació d'una nova vocalista fins aleshores desconeguda, Edith Frances. En la descripció d'aquest tema, Kath adjuntaria un comunicat dirigit a l'ex membre Alice Glass. En el comunicat deia que pràcticament que tot el mèrit musical i líric de Crystal Castles correspon a ell i no a ella, perquè ella era més aviat l'artista dels shows en directe i no l'artista d'estudi de gravació, al·legant així que la seva participació en el grup no va ser tan important. Aquesta declaració va ser rebuda per la ex-vocalista que va considerar un comentari totalment manipulatiu i defensant-se dient que va contribuir en l'estètica i evolució del grup desde el primer dia.
Al juliol de 2015, després de la sortida de la cançó amb la nova vocalista, Kath va publicar una nova pista, titulada "Deicide", confirmant que Crystal Castles continuaria definitivament amb la nova vocalista. A mitjans del 2016, després de moltespeculacions, l'esperat quart àlbum es va confirmar revelant que no seguiria la cronologia dels seus antecessors titulant-se "Amnesty (I)". Dies més tard es va publicar un nou track de l'àlbum anomenat Concrete el qual venia acompanyat d'un videoclip mostrant a la nova vocalista Edith Frances interpretant aquesta cançó i un vídeo teaser promocional de l'àlbum amb fragments de Femen i "Teach her how to hunt" donant senyals que el nou material seria llançat a l'agost de l'any en curs.
El nou àlbum de Crystal Castles acabaría filtrant-se dies abans del seu llançament oficial que va ser el 19 d'agost de 2016. Aquest àlbum compta amb la participació d'Edith Frances, nova veu de Crystal Castles i autora principal de les pistes més potents de l'àlbum. "Fleece", "Enth" i "Concrete".

### 2017. Cinquè àlbum previst, acusacions d'abús sexual d'Alice Glass i cancel·lació de dates de gira
El 2017, la banda estava preparant un cinqué àlbum d'estudi, Amnesty (II) que sería la continuació del disc publicat l'any anterior. Després de l'èxit de la gira mundial que van començar aquell any, es va decidir allargar-lo i es van anunciar dates noves, en el que sería un tour nord-americà.
Ja començat el tour, l'exvocalista Alice Glass va publicar una declaració a la seva pàgina web, en la que detallava com Ethan Kath la va sotmetre a abusos físics, mentals i sexuals abans i durant el seu temps a Crystal Castles. Va al·legar que aquests patrons d'abús van començar quan ella encara era menor d'edat, quan va començar a gravar amb Kath i van continuar augmentant fins a la seva eventual sortida de Crystal Castles. Kath va respondre el mateix dia en una declaració emesa a Pitchfork a través del seu advocat, on va qualificar les acusacions de "pura ficció" i va dir que estava consultant amb els seus advocats sobre les seves opcions legals. No obstant això, la banda va cancel·lar la resta de la gira nord-americana després de la sortida de les acusacions de Glass. Més tard Kath publicaria una foto a la pàgina de Facebook de Crystal Castles en la que declarava que "Alice i jo vam tenir una llarga relació personal i professional. Quan de sobte va deixar Crystal Castles per manejar els seus problemes de salut mentals i d'abús de substàncies va tenir el meu suport. Continuaré donant suport a la seva cerca del seu benestar, però el que no puc suportar és l'extorsió, reivindicacions falses i acusacions que s'han dit després que la banda tingués un nou èxit sense ella. Les alegacions falses treuen veu a les víctimes de veritat i és el que m'entristeix més de tot això".

### Inactivitat i noves declaracions d'Alice Glass
Després d'aquestes declaracions, el grup entraria en una etapa d'inactivitat que segueix fins al dia d'avui, no tornarien a publicar més música ni dates de concerts. Tampoc donarien explicacions ni publicarien cap comunicat sobre l'estatus del grup, per la qual raó es considera que el grup està de facto dissolt.
En una entrevista pel diari The Daily Beast, Alice Glass i quatre dones anònimes sortirien dient que Kath havia abusat sexualment d'elles quan ell tenia més de 25 anys i elles encara eren menors d'edat. Kath usaria la fama que tenia gràcies a Crystal Castles i Kill Cheerleader per entrar en contacte amb elles. Les víctimes al·legarien que Kath s'aprofitava de la seva innocència, i que les hauria drogat amb alcohol i altres substàncies per després abusar físicament d'elles.
Més tard, Glass faria una entrevista pel diari britànic The Guardian, on comentaria experiències d'abús que va tenir amb Ethan Kath quan ella seguia a la banda. Diría que Kath hauria arrencat cabells del cap de la cantant i que en una ocasió haria tret de les mans i llençat per la finestra d'un cotxe el mòbil de Glass mentres ell conduïa. També explicaría que Kath tenia sota el seu control el passaport, telèfon, tarjeta de crèdit i finances d'Alice durant els primers anys de la banda. Glass diria a més que Kath l'amençava amb expulsar-la del grup, dient-li que la substituiria amb algú que fos "millor cantant i que estigués disposada a aguantar coses pitjors que ella". Glass acabaría renegant de la seva participació en Crystal Castles i demanaria als seus seguidors que deixessin de donar suport a la banda.

## Membres
- Ethan Kath – instruments, productor (2006-2017)
- Edith Frances - cantant(2015-2017)
- Alice Glass – cantant, compositora (2006-2014)

Members addicionals en directe
- Christopher Chartrand – bateria (2006, 2008–2017)
- Cameron Findlay – bateria (2007–2008, currently playing in Parallels)
- Mike Bell – bateria (2008–2009, currently playing in Lymbyc Systym)
- Thomas Cullen - bateria (February 2008), currently DJs as Yes!Tom

## Discografia

### Àlbums
| Títol                                                        | Detalls de l'àlbum | Màxima posició als rànquings | Màxima posició als rànquings | Màxima posició als rànquings | Màxima posició als rànquings | Màxima posició als rànquings | Màxima posició als rànquings | Màxima posició als rànquings | Màxima posició als rànquings | Còpies venudes | Certificacions       |
| Títol                                                        | Detalls de l'àlbum | AUS                          | BEL (FL)                     | BEL (WA)                     | FRA                          | IRE                          | UK                           | US                           | US Dance                     | Còpies venudes | Certificacions       |
| ------------------------------------------------------------ | --- | ---------------------------- | ---------------------------- | ---------------------------- | ---------------------------- | ---------------------------- | ---------------------------- | ---------------------------- | ---------------------------- | -------------- | -------------------- |
| Crystal Castles                                              | - Data publicació: 18 de març de 2008 - Segell discogràfic: Lies, Last Gang - Formats: CD, LP, descàrrega digital            | —                            | —                            | —                            | 175                          | 49                           | 47                           | —                            | 6                            | - US: 72.000   | - BPI: Disc de plata |
| Crystal Castles (II)                                         | - Data publicació: 23 d'abril 2010 - Segell discogràfic: Fiction, Lies, Last Gang - Formats: CD, LP, descàrrega digital      | 25                           | —                            | —                            | —                            | 56                           | 48                           | 188                          | 6                            |                |                      |
| (III)                                                        | - Data publicació: 7 de novembre de 2012 - Segell discogràfic: Fiction, Polydor - Formats: CD, LP, descàrrega digital        | 74                           | 116                          | 134                          | —                            | 93                           | 63                           | 77                           | 2                            | - US: 52.000   |                      |
| Amnesty (I)                                                  | - Data publicació: 19 d'agost de 2016 - Segell discogràfic: Fiction, Casablanca Recors - Formats: CD, LP, descàrrega digital | —                            | 85                           | 113                          | —                            | —                            | 86                           | —                            | 2                            |                |                      |
| "—" denota que l'àlbum no va entrar en aquesta classificació | |                              |                              |                              |                              |                              |                              |                              |                              |                |                      |

### Singles
| 2006                                               | "Alice Practice"                       | —  | —  | —  | —  | —   | —  | Crystal Castles (I)    |
| 2006                                               | "Crimewave"                            | —  | —  | —  | —  | —   | 17 | Crystal Castles (I)    |
| 2008                                               | "Air War"                              | —  | —  | —  | —  | —   | —  | Crystal Castles (I)    |
| 2008                                               | "Courtship Dating"                     | —  | —  | —  | —  | —   | —  | Crystal Castles (I)    |
| 2010                                               | "Celestica"                            | —  | —  | —  | —  | —   | —  | Crystal Castles (II)   |
| 2010                                               | "Baptism"                              | —  | —  | —  | —  | 102 | —  | Crystal Castles (II)   |
| 2010                                               | "Not in Love" (featuring Robert Smith) | 92 | 53 | 93 | 31 | 54  | —  | Crystal Castles (II)   |
| 2012                                               | "Plague"                               | —  | —  | —  | —  | —   | —  | (III)                  |
| 2012                                               | "Wrath of God"                         | —  | —  | —  | —  | —   | —  | (III)                  |
| 2012                                               | "Sad Eyes"                             | —  | —  | —  | —  | —   | —  | (III)                  |
| 2013                                               | ''Affection''                          | __ | __ | __ | __ | __  | __ | (III)                  |
| 2015                                               | ''Frail''                              | __ | __ | __ | __ | __  | __ | Amnesty (I)            |
| 2015                                               | ''Deicide''                            | __ | __ | __ | __ | __  | __ | No pertany a cap àlbum |
| 2015                                               | ''Concrete''                           | __ | __ | __ | __ | __  | __ | Amnesty (I)            |
| 2016                                               | ''Char''                               | __ | __ | __ | __ | __  | __ | Amnesty (I)            |
| 2016                                               | ''Fleece''                             | __ | __ | __ | __ | __  | __ | Amnesty (I)            |
| "—" denota que no van ser publicats en aquest país |                                        |    |    |    |    |     |    |                        |

## Videografia
| Any  | Títol            | Director                    | Àlbum                 |
| ---- | ---------------- | --------------------------- | --------------------- |
| 2007 | Alice Practice   | Robin Luoma                 | Crystal Castles       |
| 2007 | Crimewave        | The Beta Movement           | Crystal Castles       |
| 2007 | Air War          | Mitch Stratton              | Crystal Castles       |
| 2008 | Magic Spells     | Video Marsh                 | Crystal Castles       |
| 2008 | Courtship Dating | Marc Pannozzo               | Crystal Castles       |
| 2008 | Crimewave        | BBC                         | Crystal Castles       |
| 2008 | Knights          | Jo marini                   | Crystal Castles       |
| 2010 | Celestica        | Rob Hawkings                | Crystal Castles (II)  |
| 2010 | Bapstism         | Rob Hawkings                | Crystal Castles (II)  |
| 2012 | Suffocation      | Ethan Kath                  | Crystal Castles (II)  |
| 2012 | Plague           | Ivan Grbin                  | Crystal Castles (II)  |
| 2013 | Sad Eyes         | Rob Hawkings, Marc Pannozzo | Crystal Castles (III) |
| 2013 | Affection        | Stephen Agnew               | Crystal Castles (III) |
| 2016 | Concrete         | Ethan Kath                  | Amnesty (I)           |